# Saint Paul (Michel-Ange)
Pour les articles homonymes, voir Saint-Paul.
Le Saint Paul du sculpteur italien de la Renaissance Michel-Ange est une statue en marbre, exposée aujourd'hui dans  la Cathédrale Notre-Dame-de-l'Assomption de Sienne en Toscane.

## Description
Le Saint Paul est une sculpture en marbre d'une hauteur d'environ 124 cm, placée dans une des quatre  niches de l'autel Piccolomini devant lequel le futur  pape Pie III avait prévu de se faire enterrer (par la suite il révisa sa décision pour Saint-Pierre de Rome où son ancêtre était déjà enseveli).

## Histoire
Le tombeau de Pie III a été complété en 1485 et Michel-Ange fut commissionné entre 1501 et 1504 pour quatre statues dont la réalisation a été partagée avec Baccio da Montelupo (1469-1535). La statue de saint Paul est l'exécution la plus représentative de l'artiste[réf. nécessaire].